# Jean Nicolas
Jean Nicolas (9 de junho de 1913 - 8 de setembro de 1978) foi um futebolista francês. Ele competiu na Copa do Mundo FIFA de 1934, sediada na Itália.